# عبد الله العليوي
عبد الله العليوي، هو عبد الله بن عبد العزيز العليوي (1343 هـ-1408 هـ، 1924-1987) شاعر وأديب سعودي، ولد في عنيزة، السعودية، وتلقى تعليمه الابتدائي والمتوسط في مدينة عنيزة، وتخرج من ثانوية عنيزة العامة من قسمها الأدبي. عمل في البنك العربي الوطني ثم أشرف على النشاط الثقافي في النادي العربي ثم انتقل ليعمل في مديرية الزراعة بعنيزة لمدة عامين.

## نشاطه الأدبي
أقام امسيتين في حياته أحداهما في مركز صالح بن صالح الاجتماعي مع الشاعر علي المفضي وأمسية له في قاعة النخيل بعنيزة.

## دواوينه الشعرية
قدم العليوي ديوان شعري وحيد :
- بقايا شوق.[1]

يعتبر باكورة إنتاجه ديوانه الصغير الذي قدم له الشاعر صالح الأحمد العثيمين، وقال في تقديمه:«ولعل هذا الديوان الصغير الذي بين يديك يعطيك فكرة عن بداية خصبة في مجال الشعر النبطي لشاعر لم يزل في مرحلة شبابه الأولى .. كما أن للشاعر مع ذلك لفتات شعرية جميلة تحدد للقارئ مستوى الإطار الشعري الذي سيشرق في إنتاجه الجديد ومما يدعو للتفاؤل أن لشاعرنا محاولات طيبة في الشعر العربي».

## وفاته
توفي الشاعر عبد الله بن عبد العزيز العليوي في شهر 2 ذو القعدة 1424 هـ الموفق 25 ديسمبر 2003 اصيب بالجلطة قبل أكثر من خمس سنوات بالإضافة إلى الفشل الكلوي.

## انظر ايضاً
- محمد بن لعبون
- بندر بن سرور
- خلف بن هذال

## وصلات خارجية
- عبد الله العليوي .. وبقايا شوق لا ينتهي!!.